# Chillán (kommun)
Chillan är en kommun i Chile.   Den ligger i provinsen Diguillín och regionen Ñuble, i den södra delen av landet, 400 km söder om huvudstaden Santiago de Chile.
Trakten runt Chillan består till största delen av jordbruksmark. Runt Chillan är det ganska tätbefolkat, med 116 invånare per kvadratkilometer.